# Râul Capra, Dașor
Râul Capra este un curs de apă, afluent al râului Dașor.